# ۳۲۱ (پیش از میلاد)
۳۲۱ (پیش از میلاد) ۳۲۱مین سال قبل از تقویم میلادی است.

## رویدادها
- چندره‌گوپتا مئوریه شهر تاکسیلا را  به امپراتوری خود افزود.